# Жорин, Максим Борисович
Максим Борисович Жорин (род. 7 июня 1989, Рубежное, Луганская область, Украина) — украинский военный и политический деятель. Третий командир полка «Азов», Майор Вооружённых сил Украины. Начальник Центрального штаба партии «Национальный корпус».

## Биография
Родился в Рубежном Луганской области. В 2008 году окончил Рубежанский политехнический колледж им. Порай-Кошице Луганского национального университета. В 2014 году окончил Киевский университет технологии и дизайна.
Добровольцем присоединился к батальону «Азов», где на протяжении 2014—2017 годов прошел путь от рядового бойца до командира полка. 13 июня 2014 года участвовал в освобождении Мариуполя силами ВСУ. Батальон «Азов» под командованием Андрея Белецкого совершил ключевую роль в этой военной операции. В начале августа 2014 года участвовал в боях за Марьинку.
Участник Иловайской операции в августе 2014 года. 10 февраля 2015 командовал батальонно-тактической группой полка «Азов» во время Широкинской наступательной операции, в результате которой под контроль Украины перешли населённые пункты Широкино, Бердянское, Лебединское, Пикузы и Павлополь.
В августе 2016 — сентябре 2017 был командиром полка «Азов».
В октябре 2017 года возглавил националистическую партию «Национальный корпус» в Харьковской области.
С февраля 2018 года — председатель межобластного объединения ячеек партии Терен Восток. В январе 2020 возглавил центральный штаб партии.
12 марта 2020 года был одним из активных участников срыва презентации «Национальной платформы единства и примирения» Сергея Сивохо.

## Драка с камерунцем
11 июля 2012 года во время спора в студенческом общежитии Максим Жорин начал избивать камерунца Уильяма Ашилле, в ответ на что тот ударил Жорина ножом. Суд присудил Ашилле три года испытательного срока и выплатить 21 тыс. грн компенсации Жорину за нанесение ущерба. По мнению адвоката Уильяма Евгении Закревской, его должны были судить по статье «Превышение границ самообороны», но судили по статье «Нанесение тяжких телесных повреждений»

## Награды
- Нагрудный знак «За отвагу в службе» — ведомственное поощрительное отличие Министерства внутренних дел Украины.
- Медаль «За оборону Мариуполя» — за участие в освобождении и обороне Мариуполя.
- Наградное огнестрельное оружие — за проявленное личное мужество при выполнении боевых заданий.